# Hrvatski jezični unitarizam
Hrvatski je jezični unitarizam pojava nazočna u hrvatskoj kulturi i unutarnacionalnom diskursu, a karakterizira ju nijekanje samobiti i individualnosti hrvatskoga jezika.

## Početci: sredina i konac 19. stoljeća
Hrvatski je jezični unitarizam pojava relativno novijega vremena. Tijekom pokušaja standardizacije hrvatskoga kao općenacionalnoga jezika, ta se pojava nije manifestirala, bilo zbog izrazito hrvatskoga profila standardiziranoga idioma u kojem je bilo malo mjesta za preklapanje sa susjednim južnoslavenskim jezicima (pokušaj tzv. Ozaljskoga kruga u 17. stoljeću, s predstavnicima poput Frana Krste Frankopana, Ivana Belostenca, Pavla Rittera Vitezovića...), bilo zbog ukorijenjenosti u katolički civilizacijski krug (početak i sredina 17. stoljeća u djelima Bartola Kašića, Jakova Mikalje, Ivana Gundulića...), što je isključivalo bliske jezične oblike iz štokavskih dijalekata prevladavajućih u pravoslavnom i muslimanskom miljeu, kad se i minimizira glavna zaprjeka — nepostojanje šire razvijene pismenosti i književnosti na vernakularu u dvjema navedenima vjersko-narodnosnim zajednicama.
U 19. je stoljeću, u doba Hrvatskoga narodnoga preporoda ili Ilirskoga pokreta, među protagonistima (Ljudevit Gaj, Vjekoslav Babukić, Ivan Mažuranić, Bogoslav Šulek, Ivan Kukuljević Sakcinski, Antun Mažuranić, Dimitrija Demeter...) vladao veliki sveslavenski i južnoslavenski entuzijazam, a i jezični je program “Iliraca” bio svejužnoslavenski — stvoriti jedan jezični model za sve južne Slavene, od Slovenaca do Bugara. No, u praksi se ilirska jezična politika, kao i njihovih nasljednika, Zagrebačke škole (Bogoslav Šulek, Adolfo Veber Tkalčević, mladi Vatroslav Jagić...) svodila na kodifikaciju, dopunu i razvoj jezika preuzetoga iz renesansne i barokne dubrovačke književnosti, pučke veleuspješnice Andrije Kačića Miošića, te vjerskih i prosvjetno-poučnih pisaca iz Bosne i Slavonije (Ilirci su “svoje viđenje općega hrvatskoga književnog jezika usidrili u zapadnu, pod dojmom tamošnjih vrhunskih uzora, pjesništvom njegovanu novoštokavsko-jekavsku narječnu osnovicu”. Taj je projekt bio skoro istodoban onomu Vuka Karadžića, srpskoga jezikoslovca, folklorista i nacionalnoga ideologa koji je svoj jezični model utemeljio na spoju dviju sastavnica: pretežito, iako ne isključivo, srpskih i crnogorskih, a u nizu rješenja i hrvatskih te bošnjačko-muslimanskih novoštokavsko-ijekavskih govora i hrvatske književne i filološke baštine (Andrija Kačić Miošić, Joakim Stulli... —. Nu, polarizacija srpskih i hrvatskih nacionalnih ideologija, inicirana Karadžićevim spisom “Srbi svi i svuda” iz 1849. — u kojem je sve govornike štokavskoga narječja proglasio etničkim Srbima — a donekle prigušena “Bečkim dogovorom” iz 1850., priječila je pojavu hrvatskoga jezičnoga unitarizma sve do treće trećine 19. stoljeća, kada je Karadžić bio mrtav, a hrvatski se sljedbenici njegovih jezičnih — ali ne i nacionalnih — koncepata snažnije afirmirali na kulturnoj i političkoj pozornici Hrvatske.
Prijelomnicu je u hrvatskoj jezičnoj politici označio osnutak JAZU 1866. i postavljanje uglednoga srpskoga filologa i najbližega Karadžićeva suradnika Đure Daničića na mjesto glavnoga tajnika. Do danas nije razjašnjeno zbog čega je Daničić dobio to radno mjesto: u Hrvatskoj je bilo dosta stručnih filologa, a humani motivi zapošljavanja Daničića, koji je izgubio posao i prihode u Beogradu, teško da mogu biti dostatni. Vjerojatno na djelu bijaše koluzija više silnica, od kojih se kao glavne mogu izdvojiti Strossmayerova jugoslavenska politika na svim poljima, te Daničićevo odustajanje od Karadžićevih pansrpskih koncepcija i produbljenije proučavanje pretežno hrvatske književnojezične baštine u knjizi “Istorija oblika srpskoga ili hrvatskoga jezika do svršetka XVII vijeka”, 1874. (prethodno je Daničić izdao povijesni rječnik “Rječnik iz književnih starina srpskih”). Sve je to urodilo najambicioznijim Akademijinim pothvatom, Rječnikom hrvatskoga ili srpskoga jezika, kojega se izdavanje proteglo u više od jednoga stoljeća, no kojeg je u glavnim crtama — uz dosta kasnijih preinaka — zamislio Daničić (vidjeti autorov tekst iz 1878.). Taj je rječnik Daničić koncipirao tako da u njega ulaze djela na čakavštini i štokavštini, ali ne i kajkavštini, te praktički sve napisano na vernakularu, kako kod Hrvata, tako i kod Srba. Iako se u praksi rječnik dijelom odvojio od Daničićevih zamisli — npr. u doba uredništva njegovih nasljednika Budmanija i Maretića — te relativno brzo postao hrvatskim povijesnim rječnikom, Daničićev je utjecaj ostao trajan u vanjskome suliku hrvatskoga — usporedi li se njegov model s onim Zagrebačke škole — i to ponajviše u dvama propisima: fonemskom (fonološkom, izgovornom, zvučnom) pravopisu nasuprot morfonemskoga (morfološkoga, “korijenskoga”, tvorbenoga), te u izjednačenim množinskim padežima u dativu, lokativu i instrumentalu. Iako su publikacije JAZU pisane i do 20. stoljeća različitim pravopisima, kako modificiranim Daničićevim, tako onim Zagrebačke škole, te Riječke Frana Kurelca, činjenica je da su Daničićev trajni dolazak u Zagreb, te njegov utjecaj i suradnja s mlađim, školovanim i politički utjecajnim hrvatskim jezikoslovcima  (Pero Budmani, Ivan Broz, Tomo Maretić, Mirko Divković, August Musić...) bili presudni za pomak vanjske fizionomije hrvatskoga u smjeru fonemskoga pravopisa (koji je, uostalom, i dominirao u predilirskoj jezičnoj praksi, npr. u tekstovima Dinka Zlatarića, Antuna Vramca, Matije Divkovića, Andrije Kačića Miošića...).
U hrvatskome jezičnom unitarizmu mogu se razlikovati dva stava: po prvom je sve što je hrvatsko ujedno i srpsko, i obratno; po drugom, prevladavajućem, nastoje se eliminirati ili, bar, umanjiti razlike između hrvatskoga i srpskoga književnoga jezika — što je u zbilji značilo potiskivanje bitnih značajki hrvatskoga s ciljem ujednake sa srpskim. Također, nazočno je nerazumijevanje razlika između književnoga (općenacionalnoga, standardnog) jezika i dijalekta, a najuočljiviji su, iz današnje perspektive, groteskni postupci i izjave velikoga broja istaknutih hrvatskih jezikoslovaca (v. Krtalić). Tako, npr.:
- Ivan Broz proglašava povelje srpskoga sveca Save dokumentima hrvatskoga jezika (“Crtice iz hrvatske književnosti”, Zagreb, 1888.).

- Pero Budmani na velika vrata uvodi pojam “srpsko-hrvatski” u naslovu svoje talijanskim jezikom pisane gramatike: “Grammatica della lingua serbo-croata (illirica)”, 1867. Budmaniju su hrvatski i srpski jedan jezik, no u svojim je djelima kodificirao hrvatski jezik, a nije se upuštao u jezično-nacionalne polemike.

- Vatroslav Jagić prolazi kroz pet faza nacionalne identifikacije, u jednoj se od njih izjašnjava kao “Srbin iz Varaždina”; proglašava u Kallayevoj Bosni postojanje bosanskoga jezika koji nije ni hrvatski ni srpski; protivi se ediciji Matice hrvatske u kojoj je Broz izdao “Hrvatske narodne pjesme” i tvrdi da ne postoje hrvatske narodne pjesme, nego samo srpsko-hrvatske ili hrvatsko-srpske; odriče se hrvatske pismenosti na bosančici (hrvatskoj ćirilići) iz Dalmacije, te Bosne i Hercegovine, te ju “poklanja” Srbima (pravilo: glagoljica-hrvatska, ćirilica-srpska); umanjuje hrvatstvo Dubrovnika, kojeg je ranije proglasio biserom hrvatske kulture (“Već sam u uvodu rekao da povjest priznaje samo dvoje narodno ime naroda našega: ime hrvatsko i srbsko; od ovih ne bijaše srbsko u Dubrovniku nikad u običaju, što bismo mogli primjerom dokazati, a naprotivno čini se, da su se hrvatskoga duže vremena spominjali i rado ga upotrebljavali.”, Vatroslav Jagić: Iz prošlosti hrvatskoga jezika, 1864., Zagreb), da bi mu krajem 19. stoljeća Dubrovnik bio zajednički srpsko-hrvatski grad[4]

- Tomo Maretić piše (1899.) veliku normativnu hrvatsku gramatiku bez ijednoga hrvatskoga pisca, oslanjajući se ponajviše na tekstove Karadžića i Daničića (što mu je čak i nacionalno kompromitirani Jagić veoma zamjerio u recenziji tiskanoj u “Archiv für Slawische Philologie”). Dok opsežno Maretićevo djelo Istorija hrvatskoga pravopisa latinskijem slovima, 1889., pokrivajuće razdoblje od 1495. do 1835., donosi analize 95 hrvatskih pisaca što pisahu svim trima hrvatskim narječjima — nijednomu nije bilo mjesta u Maretićevoj “Gramatici hrvatskog ili srpskog jezika”, 1899., dok je u njoj citirao ničim istaknutoga srpskoga prozaista M. Đ. Milićevića i njegove pripovijesti “Zimnje večeri”; Maretićeva gramatika donosi i pravu poplavu srpskih dijalektizama i regionalizama (medecina, apateka, đekoji, onđe, Railja, čelac, međed...); Brozove “Crtice” Maretić kritizira jer ovaj “štedi” na srpskom imenu i jer “hrvatuje” oko nacionalne pripadnosti renesansnoga Dubrovnika.

Brozov je odgovor dobar pokazatelj ozračja u kojem su se odvijale onodobne polemike, pa ga donosimo u najvažnijim dijelovima. Prozvani je "recensent" Tomo Maretić.
Čini se da g. recensent odbija na moje tobože pretjerano hrvatstvo i ono što sam (u I. sv. na str. 161.) rekao za Dubrovčanina Zlatarića, i kao da se žali na mene, što nijesam imao na umu, da je Zlatarić samo iz kurtoasije prema hrvatskome velikašu Gjurgju Zrinjskome mogao reći: "Stavih se za tijem s jednakom požudom učinit hrvatsku Grkinju Elektru Sofoklovu". A odakle zna g. recensent, da je Zlatarić samo iz kurtoasije mogao govoriti o hrvatskoj Elektri? «Da je to bila samo kurtoasija», objašnjuje g. recensent, «to se vidi iz riječi: 'spjevanja od vrijednih Latina i Grka, koji Vam i u Vaš hrvatski jezik govore', dakle je Dubrovčaninu Zlatariću hrvatsko ime dobro poznato, ali s tim je hotio samo toliko reći, da će njegovu knjigu i Hrvati veoma lako čitati i razumjeti, jer između dubrovačkoga i hrvatskoga govora nema velike razlike... Pisac je mogao još svojoj tvrdnji u prilog navesti i to, da na naslovnoj strani svoga djela Zlatarić također ima naziv: hrvatski jezik.
Daklem kurtoasija! Meni su poznati uzroci, iz kojih se nadijevaju imena jezicima, ali medu njima zaludu tražim kurtoasiju: taj je uzrok doslije nečuven. Bit će jamačno nešto kurtoasije znao i Pergošić, koji je preveo Verbecijev Decretum na hrvatski jezik (kajkavski) i taj prijevod posvetio Gjurgju Zrinjskome i štampao ga u njegovoj štampariji u Nedelišću 1574. - pa opet nigdje ne kazuje za jezik, na koji prevodi, da je hrvatski nego svagda samo slovenski ili slovjenski. Tako se zvalo u knjizi onoga vremena narječje kajkavsko, koje je govorio i grof Gjuragj Zrinjski, a nema uzroka misliti, da je on taj svoj hrvatski jezik zazirao drukčije zvati, nego ostali ljudi u njegovo vrijeme što su ga zvali. Ko se hvata kurtoasije, da objasni hrvatstvo Zlatarićeve Elektre, trebalo bi ponajprije da dokaže, da Zrinjski svoj jezik - a to je narječje kajkavsko - nije zvao drukčije nego hrvatski. Ja bih sve rekao, da je bilo Zlatariću do kurtoasije, da bi on prije govorio o slovinskoj Grkinji Elektri i o slovinskome jeziku negoli o hrvatskoj Grkinji Elektri i o hrvatskome jeziku. A začudo je, kako ni Zrinjski nije razumio te kurtoasije, zahvaljujuci Zlatariću, što mu je poslao knjigu napisanu na dalmatinskome jeziku! Da nije Zrinjski vratio kurtoasiju za kurtoasiju?
Ali kako je kurtoasija Zlatarićeva čudnovata, to pokazuje najbolje natpis na prvoj strani Zlatarićeva djela, na koje svraća moju pozornost i g. recensent. G. 1597. naštampa Zlatarić u Mlecima svoja djela i izda ih u knjizi, kojoj je ovo natpis: «Elektra, tragedija, Ljubmir; pripovijes pastirska, i Ljubav i smrt Pirama i Tizbe. Iz veće tuđijeh jezika u hrvacki izložene. K tomu su pristavljene njekolike pjesni u smrt od razlicijeh. Po Dominku Zlatariću. U Bnecijeh i t. d.» A treba znati ovo: Elektru (prijevod s grčkoga) posvećuje Zlatarić Gjurgju Zrinjskome, Ljubmira (prijevod s italijanskoga) posvećuje dubrovačkome vlastelinu i prvome vijećniku Mihu Matufiću, a Ljubav i smrt Pirama i Tizbe (prijevod s latinskoga) Dubrovkinji, na glasu ljepotici, Flori Zuzorić-Pescioni. Budući da Zlatarić kaže, da su te tri pjesme «iz veće tudjijeh jezika u hrvacki izložene», ja bih rekao, da nije Zlatarić mislio da je u hrvatski jezik izložena samo Elektra, nego i Ljubmir i Ljubav i smrt Pirama i Tizbe. Ako je već samo iz kurtoasije prema velikašu hrvatskome mogao napisati Zlatarić, da se stavio učiniti hrvatsku Grkinju Elektru, a zašto kaže za Ljubmira i za Ljubav i smrt Pirama i Tizbe, da ih je iz tuđih jezika u hrvatski izložio? Zar i to govori samo iz kurtoasije prema dobročincu svome, Dubrovčaninu Mihu Matufiću, i prema obožavanoj svojoj vili, Dubrovkinji Flori Zuzorićevoj?
Prođimo se kurtoasije. Kako prenesemo kurtoasiju onamo, gdje joj nema mjesta, mi ćemo se sezati za njom, kako nas i kad nas bude volja, pa kad nam se ne da ovo ili ono objasniti ili kad nas ne bude volja objašnjivati, mi ćemo pozvati u pomoc kurtoasiju. A ko će odrediti, gdje počinje kurtoasija a gdje prestaje? Ko će dokazati, da nije Korčulanin Vidali samo iz kurtoasije nazvao u svojoj pjesničkoj poslanici (4. XII. 1564.) svoga prijatelja Dubrovčanina Nikolu Nalješkovića česti izbranom, hvalom velikom, dikom i slavom jezika hrvatskoga, a grad Dubrovnik krunom gradova hrvatskih? Ili zar se ne bi ko mogao drznuti te reći, da je Daničić pisao srpski ili hrvatski samo iz kurtoasije? A šta bi g. recensent kazao za čovjeka, koji bi tvrdio, da je i ono u «Radu» o Zlatariću napisano iz kurtoasije?
«Meni se sve čini», završuje g. recensent, «da ako se i tumače navedena mjesta iz Zlatarića onako kako čini g. B., to ništa drugo ne znači, nego da je Zlatarić jedini dosad poznati stari Dubrovčanin, koji hrvatsko ime onako upotrebljava.» -Spominjući Zlatarićeve riječi i tumačeći ih, ja sam imao ovo na umu. U starijoj književnosti našoj zove se jezik hrvatski ili imenima oblasnim (dalmatinski, bosanski, dubrovački i t. d.), ili imenima narodnim (hrvatski, srpski), ili imenima učenim (ilirski, slovinski i t. d.) Dubrovački spisatelji i drugi spisatelji, pišući hrvatski, kad god spominju za jezik, koji se govori u Dubrovniku, ako ga zovu imenom narodnim, oni ga zovu svagda samo hrvatski. S time je u svezi i ono, što sam kazao u I. sv. na str. 162.: «U svoj književnosti hrvatskoj, kako se razvila u Dalmaciji i Dubrovniku, nema ni traga, da bi se narodni jezik zvao imenom srpskim, koje je bilo Dalmatincima i Dubrovčanima za čudo tako strano te je u njih srpski redovno što i maćedonski ili grčki.» Ko obori ove tvrdnje ozbiljnim i učenim dokazima, neka bude uvjeren, da cu ih se ja prvi odreći, jer mi je istina mila mimo sve.
 (Ivan Broz:Odgovor na primjedbe g. Maretića, Vijenac, 1889.
Do stvaranja Kraljevine Srba, Hrvata i Slovenaca 1918. hrvatski se jezični unitarizam iskazivao, najčešće, u sljedećim stavovima i postupcima:
1. nije se lučio književni jezik od dijalekta (u ovom slučaju štokavskoga), tj. nije razumijevala autonomija standardnoga jezika u odnosu na organsku jezičnu osnovicu, kako ju god definirali;
2. nije bilo razlikovanja suvremenoga od ranijih stanja jezika, ili nije postojala jasno izložena oprjeka sinkronija-dijakronija. Jezični se opis temeljio na mladogramatičarskoj filologiji, dominantnoj u pozitivističkoj atmosferi prijelaza 19. u 20. stoljeće. Povijesnost hrvatskoga jezika u tom vidozoru nije mogla doći do izraza — samo je pozitivistički shvaćen jezik kao skup glasovnih i leksičkih promjena neovisnih o društvenom okružju imao auru "znanstvenosti";
3. svjesno se ignorirala, pače potiskivala tronarječna dimenzija hrvatskoga, postojeća u višestoljetnoj povijesti. Odbacivale su se riječi iz kajkavštine i čakavštine (pelud, latica, huškač...), pokušavali istisnuti oni tvorbeni propisi koji afirmiraju kajkavsko narječje (npr. prefiks protu- (protumjera), kao kajkavski, trebao je biti izbačen i zamijenjen štokavskim protiv- (protivmjera));
4. zanemarivala se hrvatska književna i pisana baština, i srednjovjekovna, i renesansna, a i ona najbliža, devetnaestostoljetna (August Šenoa, Ante Kovačić, Eugen Kvaternik, Bogoslav Šulek...). Hrvatski su rječnici i jezični savjetnici postali rasadištima štokavskoga purizma i književnojezične amnezije; 
5. bitna odlika hrvatskoga, tvorbenost i jezična čistoća, postali su zazorni kao "previše hrvatski". U biti, točke 3. – 5. zorno su pokazale što je hrvatskim unitaristima smetalo u hrvatskome jeziku — njegova individualnost koja ga čini živim i sprječava projekte amalgamiranja sa srpskim, koji navedene značajke nema.

## "Zlatno doba": Kraljevina Jugoslavija i prva dva desetljeća komunističke Jugoslavije
U razdoblju početka 20. stoljeća, do 1. svjetskoga rata, hrvatska se norma uglavnom stabilizirala. Temeljni su radovi bili Brozov pravopis iz 1892., Maretićeva gramatika iz 1899., a rječnik Broza i Ivekovića iz 1901. nije bio te sreće zbog velikoga udjela srpske karadžićevštine u tom djelu: važniju su praktičnu ulogu odigrali jezični savjetnici poput "Braniča jezika hrvatskog" Nikole Andrića, tiskanoga 1911. i "Barbarizama u hrvatskom jeziku" Vatroslava Rožića, 1904. Uoči samoga rata srpski je kritik i publicist Jovan Skerlić pokrenuo anketu o "jezičnom ujedinjenju". Postavio je nekolicini srpskih i hrvatskih pisaca i poznatih djelatnika pitanje o "jezičnoj trampi" — Hrvati bi se trebali odreći ijekavice, a Srbi ćirilice, pa bi onda, po tim zamislima, nastao jedan jezik za sve Hrvato-Srbe ili Srbo-Hrvate. Nije se uzimalo u obzir da nisu samo refleks jata i pismo ono što daje zasebičnost hrvatskom i srpskomu, nego su tu i akcentuacija, rječnik, tvorba riječi, sintaksa, stilistika, frazeologija, zasebna znanstvena, strukovna, vjerska, pravna, vojna, tehnička nazivlja, a i sama bit jezika koju tvori različito povijesno nasljeđe na svim navedenima poljima, te uraslost jezičnokomunikacijskih i tvorbenih navika u tradicijom određenoj jezičnoj stvarnosti.
Hrvatski su upitanici (Tomo Maretić, Josip Smodlaka, Milan Rešetar, Fran Supilo...) odgovorili različito, neki s oduševljenjem za ekavicu kao unitarist Smodlaka; drugi, kao oprezni Maretić, izrazili su želju da ostane status quo. Sam je rat tu ideju bacio u drugi plan, nu, ona je oživjela nakon rata i odredila profil pisanja niza autora. Naime, nakon "ujedinjenja" 1918., pa sve do Radićeva ubojstva 1928., u Hrvatskoj je vladala atmosfera pomiješanih osjećaja: većina je naroda odbacivala srpski centralizam i hegemoniju, dok je u mlađem naraštaju intelektualaca dolazilo do previranja: vrlo je malen dio podupirao karađorđevićevsku vlast, no zbog oduševljenja "narodnim ujedinjenjem" — koje se tumačilo kao ispunjenje sna Gaja, Mažuranića, Strossmayera, Šenoe, pa i Starčevića i Kvaternika — i nacionalne nedostatne zrelosti (na srpskoj su strani oduševljeni Jugoslaveni bili Miloš Crnjanski i Dragiša Vasić, te monarhistički orijentirani Vladimir Ćorović), znatan je dio hrvatskih autora počeo pisati po "Skerlićevoj preporuci" (Tin Ujević, Miroslav Krleža, A. B. Šimić, Vjekoslav Majer (koji se "prekrstio" u "Vekoslava"), Dobriša Cesarić, August Cesarec...). 
Desetak godina poslije, vratili su se ijekavici i u daljnjim izdanjima "prepravljali" svoje ekavske spise. Zanimljivo je da je Ivo Andrić, koji se našao u srpskoj književnosti kasnije, veći dio svojih tekstova u tom razdoblju objavio na ijekavici — za razliku od Majera, Krleže ili Ujevića. Na poljima državne uprave, vojske i financija nametao se srpski jezik, što je izazivalo snažan otpor najjače hrvatske stranke, Radićevoga HSS-a (sam Radić nije nikad prihvatio ni fonološki pravopis vukovaca, nego je ostao na "korienskom" Zagrebačke škole).
Unitaristički je pritisak imao dvojaku ulogu: oportunističke je Hrvate, u stanovitoj mjeri, uspio potkupiti ili privući: primjeri su Viktor Novak, Ivo Andrić, a i neka djela filologa Milana Rešetara (koji se ranije izjašnjavao i kao Srbin-katolik) u kojima ovaj pripisuje srpskoj kulturi niz hrvatskih jezičnih spomenika: tako proglašava dubrovački ćirilski molitvenik iz 1512. "srpskim molitvenikom". Nu, kod većine je Hrvata nasilna unitarizacija izazvala otpor, pa se tako javlja, poglavito u 1930-ima, niz djela u kojima se naglašava i istražuje hrvatska jezična posebnost ("Balade Petrice Kerempuha" Miroslava Krleže, "Jezik Hrvata kajkavaca" Stjepana Ivšića...), što kulminira osnutkom Banovine Hrvatske 1939. i društva "Hrvatski jezik" 1940.
Iako je u časopisu "Hrvatski jezik" objavljen niz vrijednih kraćih studija — npr. povijesni prikaz uglavnom fonemskih primjera iz starije hrvatske pismenosti i književnosti u tekstu "Etimologija i fonetika u našem pravopisu" Stjepana Ivšića, najvrjedniji prinos kroatistici toga razdoblja ostaje studija "Razlike između hrvatskoga i srpskoga književnog jezika", Petra Guberine i Krune Krstića. Prvi je autor napisao samu studiju, a drugi razlikovni rječnik od oko 4000 riječi. Guberinin je tekst, znakovita naslova "Zašto možemo govoriti o posebnom hrvatskom književnom jeziku", prvi prodor modernih lingvističkih teorija u naše jezikoslovlje i raskid s pozitivističkom mladogramatičarskom školom. Knjižica, pisana pod utjecajem saussureovskoga strukturalizma i Ballyjeve stilistike, te razlikovanjem sinkronije i dijakronije, književnoga jezika od narječja, kao i naglaskom na leksičke, sintaktičke i stilističke posebnosti, tvori prijekid s dotadašnjim pristupima hrvatskomu jeziku koji su hrvatsku jezičnu zasebnost branili zastarjelim argumentima iz repertoara austroslavističke filologije. Dobro utemeljena, Guberinina je jezikoslovna rasprava naišla na muk srpskih filologa, dok ju je, na površno-politikantski način, osudio srbijanski tisak. Ta knjiga nakon 2. svjetskoga rata bijaše zabranjena, tiskana je u emigraciji tijekom osamdesetih, a prvi dio — bez razlikovnoga rječnika — pretisnut je u časopisu "Jezik" 1997. (Guberina). "Razlike" su obilježile i sudbinu autora: Guberini je poslije rata "oprošteno" jer je dosta pomagao partizanski pokret, no nije se usudio više baviti hrvatskom standardologijom, već je promijenio polje interesa — prešao je na "apolitično" područje eksperimentalne i teorijske fonetike, gdje se u svijetu proslavio verbotonalnim sustavom govorne komunikacije; Kruno Krstić, obilježen grijehom "Razlika", jedva je našao utočište u Krležinu Leksikogafskom zavodu, no nije se više ozbiljnije bavio jezikoslovnom kroatistikom, nego je na sigurnijem području dijalektologije izradio rječnik govora rodnih Arbanasa kod Zadra.
Razlike između hrvatskoga i srpskoga književnog jezika naišle su na povoljan odziv u hrvatskoj javnosti (recenzije Blaža Jurišića, Ivana Esiha, Kuzme Moskatela...), no javile su se i kritike, poglavito iz redova hrvatskih Jugoslavena, u čemu su prednjačili Maretićev đak Jerko Gršković i umirovljeni profesor učiteljske škole u Zagrebu Josip Škavić. Te su kritike bile po svom obliku politički pamfleti u kojima su autori "Razlika" — insinuirano je — "nepravi Hrvati" (Guberina bi trebao biti Srbin, a Krstić Albanac), Vuk Karadžić proglašen za jedino mjerilo jezične zakonitosti, apodiktički je tvrđeno da su hrvatski i srpski jedan jezik (a bez osvrtanja na jezikoslovne argumente), navođene su anegdote i primjeri iz 19. stoljeća koji bi trebali dokazati navodnu istost tih jezika. Na to je odgovorio Kruno Krstić tekstom u kojem je jasno pokazao da kritičari ne razumiju razliku između pučkoga govora i književnog jezika, da nasilu žele proglasiti jednim što je dvoje (poznata ilustracija u kojoj se konj i magarac žele strpati u kategoriju "konjomagarca", što je 1970. navelo Tomislava Ladana da govori o "centaurskom jeziku", karakterizirajući tako onodobni "hrvatskosrpski"), da jednostavno ne razumiju polifunkcionalnost književnoga jezika. Budući da nisu imali što odgovoriti, kritičari su utihnuli. Uskoro je došlo do rata, raspada Jugoslavije i osnutka NDH. Izrijekom je naglašena individualnost hrvatskoga jezika, no zbog Pavelićeve jezične politike — kojoj su se suprotstavili vodeći hrvatski lingvisti (Stjepan Ivšić, Blaž Jurišić, Petar Guberina, Kruno Krstić, Ljudevit Jonke...) — vraćen je već zastario i nefunkcionalan pravopis Zagrebačke škole, a osim nekoliko vrijednih djela Jurišića i Krstića, malo je učinjeno na polju jezikoslovne kroatistike. Na partizanskoj strani, ZAVNOH je proklamirao hrvatski kao službeni jezik, a u porabi je bio Boranićev pravopis — nešto izmijenjen pravopis Ivana Broza. 
U novoj je Jugoslaviji ispočetka hrvatski bio, i ne samo formalno, priznat kao zaseban jezik (uz srpski, slovenski i makedonski), ponovo je izdan Boranićev pravopis, kao i hrvatske čitanke, te poznata gramatika autora Hraste, Barbeca i Živkovića. U svjedodžbama se jezik zvao "hrvatski ili srpski", a u svakodnevnom govoru hrvatski. Godine 1950. utemeljeno je Hrvatsko filološko društvo, dvije godine potom počinje izlaziti časopis "Jezik", te se počinju pripremati i školska djela u kojima bi se hrvatski jasnije profilirao. I tada dolazi do unitarističkoga protuudara u obliku ankete o hrvatskom i srpskom jeziku, pokrenute na stranicama Letopisa Matice srpske 1953. i 1954.
Ta je anketa rezultirala tzv. Novosadskim dogovorom ili sporazumom. Većina je hrvatskih potpisnika toga "sporazuma" nevoljko, u do sada nedostatno razjašnjenim okolnostima, stavila potpis na dokument u kojem je jezik nazvan "srpskohrvatski" na istoku, a "hrvatskosrpski" na zapadu (praktički u trima republikama, Srbiji, Crnoj Gori i Bosni i Hercegovini — srpskohrvatski, a jedino u Hrvatskoj — hrvatskosrpski). Išlo se na pravopisno ujednačavanje (tako su, npr., u hrvatskom pravopisu propisani oblici potcijeniti, otčepiti... mjesto tradicionalnih podcijeniti, odčepiti..., a dopuštala se i "fonetizacija" u pisanju imena (Džon Vejn uz John Wayne); rad je pak na glavnome zadatku, stvaranju jedinstvene terminološke norme za prirodne, tehničke i društvene znanosti zapeo, i od toga nije bilo ništa. Praktički nitko od hrvatskih jezikoslova i pisaca nije pokazao entuzijazam za nove pokušaje unitarizacije — koji su doživljeni kao zakrinkana srbizacija — kako od lingvista srednjega naraštaja, kojem je čeonikovao Ljudevit Jonke, tako od mladih, tek nastupajućih u jezikoslovno polje (Radoslav Katičić, Dalibor Brozović, Stjepan Babić, Milan Moguš, Stjepko Težak, Zlatko Vince...).

## Raspadanje i nestanak: urušavanje Jugoslavije i stvaranje samostalne hrvatske države
U razdoblju do 1967., kad je objavljena Deklaracija o nazivu i položaju hrvatskog književnog jezika, hrvatsko je jezikoslovlje stagniralo i bilo u defenzivi — kao i hrvatski jezik, koji se povlačio u Bosni i Hercegovini i dijelovima Srbije i Crne Gore nastanjenim Hrvatima, kao i jugoslavenskoj državnoj upravi i vojsci. Od Novosadskog dogovora do Deklaracije objelodanjeno je više spisa Ljudevita Jonkea (sabranih u knjizi "Književni jezik u teoriji i praksi", 1964. i 1965.), te pokrenuta edicija "Pet stoljeća hrvatske književnosti", u izdanju Matice hrvatske, u kojoj su se prvi put nakon više desetljeća mogla čitati djela hrvatske renesansne i barokne književnosti. Iste je godine kad i "Deklaracija", 1967., izašao i hrvatski prijevod "Biblije", kao zorni primjer odmaka od jugoslavenske karadžićevske jezične prakse.
"Deklaracija" je naišla na osudu hrvatskoga i jugoslavenskoga političkoga vrha, no u zbilji je značila prijelomnicu s dotadanjim shvaćanjima i pristupima, te ponovnu afirmaciju pojma "hrvatski književni jezik" (u službenoj porabi "hrvatski ili srpski jezik"). Ni slom Hrvatskoga proljeća 1971. nije — osim progona pisaca i lingvista poput Vlatka Pavletića i Ljudevita Jonkea — promijenio situaciju u kojoj su hrvatski jezikoslovci, prvi put nakon više desetljeća, ponovo počeli obradbu hrvatskoga kao zasebnoga jezika. Očitovalo se to u prijetiscima starijih hrvatskih rječnika (npr. rječnika Fausta Vrančića i Ivana Belostenca), u pojavi važnih studija Dalibora Brozovića i Radoslava Katičića o hrvatskoj jezičnoj standardizaciji, u novom vrednovanju jezične dimenzije Hrvatskoga narodnog preporoda, u suvremenijim gramatikama i pravopisima Stjepana Babića i Stjepana Težaka, u opsežnoj knjizi Zlatka Vincea o 19. stoljeću u hrvatskoj jezičnoj povijesti. U životnoj svakodnenici stanje nije bilo tako idilično. I dalje se išlo u zatvor zbog "ustaških" riječi (dr. Ivan Šreter, kao specijalist bolnice u Lipiku, pri upisu liječničkoga nalaza za pacijenta Stevu Majstorovića, napisao je u rubriku "zanimanja" — "umirovljeni časnik" umjesto "penzionirani oficir". Osuđen je na pedeset dana zatvora zbog vrijeđanja "socijalističkih i patriotskih osjećaja građana". Goran Babić, prononsirani hrvatski unitarist koji je 1991. završio u Beogradu, napisao je u "Nedjeljnoj Dalmaciji" da "...tom medicusu očito ne pomaže ništa, ni ožeg ni riječ, pa je jedini lijek crna zemlja i zeleni humak". Nažalost, Babiću se "proročanstvo" ispunilo: u prosincu 1991. srpske su snage presrele dr. Šretera u Pakracu, odvele ga na Papuk i tamo zvjerski ubile. Po Ivanu Šreteru zove se sada natjecanje za novoskovanu hrvatsku riječ.
Prijelomne godine u novijoj afirmaciji hrvatskoga bijahu 1967., godina "Deklaracije" i 1971., "Hrvatsko proljeće" ugušeno već krajem te i početkom sljedeće godine. Unatoč svim progonima i osobnim tragedijama, konac šestoga i početak sedmoga desetljeća 20. stoljeća označavaju kraj doba potiskivanja hrvatskosti hrvatskoga i začetak novoga razdoblja veće slobode u okvirima komunističkoga sustava. To je i doba važnih studija Brozovića ("Hrvatski jezik, njegovo mjesto unutar drugih slavenskih jezika, njegove povijesne mijene kao jezika hrvatske književnosti", 1978.), Katičića ("Nešto napomena o postanku složenoga suvremenog jezičnog standarda hrvatskoga ili srpskoga", 1974.), te gramatičkih radova Babića ("Tvorba riječi u hrvatskom književnom jeziku", 1984.) i Katičića ("Sintaksa hrvatskoga književnog jezika", 1984.), te kapitalne studije Zlatka Vincea o hrvatskom jeziku 19. stoljeća ("Putovima hrvatskoga književnog jezika", 1978.). Politički, to je doba donošenja ustava SFRJ 1974., ustavnoga amandmana SRH po kojem je službeni jezik "hrvatski književni jezik" koji se zove i "hrvatski ili srpski". Na sve to, unitarističke snage nisu mirovale. 
Zoran je dokument o djelatnostima i nakanama hrvatskih unitarista i tekst objelodanjen u knjizi "Taj hrvatski", 1993., u poglavlju "Jezična problematika u funkciji nacionalističke ideologije u SR Hrvatskoj". U tom uradku, izrađenom u Republičkom komitetu za prosvjetu, kulturu i sport, u razdoblju 1980./1981., oznake "strogo pov.", nepoznatog autora, nalaze se sljedeće tvrdnje:
- u doba stare Jugoslavije "mnogi napredni hrvatski pisci (Krleža, Cesarec, A. B. Šimić) počeli su pisati ekavicom i služiti se leksikom ... koji su bili dominantniji ... u srpskih pisaca." Onda su se pojavili neki unitaristički potezi iz Beograda koji su izazvali hrvatske intelektualce te ovi reagiraju " ... stvaranjem novih nacionalističkih strasti i separatističkih pozicija", a "kulminacija ... dosegnuta je za vrijeme NDH,  u kojoj se ekstremistički prešlo na tzv. "koriensko pisanje" (pravopis) i "stari" jezik kakav nikada nije bio ni u najortodoksnijih hrvatskih nacionalista u upotrebi prije toga". Nakon rata, skupina lingvista-nacionalista (Jonke, Brozović, Katičić, Babić, Finka, Moguš, Ladan, Vince) "opijumski" djeluje na studente, te planski reproducira nacionalističku ideologiju. Oni forsiraju kroatizme i arhaizme koji "u svojoj morfološkoj strukturi podsjećaju na endehazijske bizarne izvedenice" i "tadašnje jezično divljanje koje se posve uklapa u sva ostala krvava divljanja te marionetske tvorevine". "Njihove nemoguće i opskurne kovanice po svojoj lingvističkoj strukturi odgovaraju jezičnom tipu ozakonjenom u korjenskom (sic !) enedehazijskom pravopisu s jedinom razlikom što poglavnikovi jezični stručnjaci nisu imali vremena da iz povijesti jezika izvuku kvaziargumente za svoje nastrane jezične principe nego su ih normirali nožem i puškom."

- pojedini su hrvatski jezikoslovci ovako prikazani i ocijenjeni:

Ljudevit Jonke [- studentima na lijevoj strani table u predavaonici ispisuje izraze za koje kaže da su "preporučljivi", a za izraze na desnoj strani ("srpske") kaže da se "ne preporučuju": - člankom "Davičovo pogrešno rezoniranje o jeziku" u polemiku uvlači političare i Savez komunista: -dokazuje da je točka iza rimskog broja u latinici funkcionalno potrebna]
Dalibor Brozović [- člankom "Tijek teče, tok stoji" budi šovinistički anatagonizam: - uz Katičića najlucidniji nacionalist među lingvistima: - studija "Hrvatski jezik, njegovo mjesto ..." je strategijska uputa u taktički način ponašanja hrvatskim nacionalistima: - ta strategija vodi prema dvama programima- okupiti sve Hrvate pod jednom jezičnom "kapom" i tako im ojačati pozicije (i u BiH) u Jugoslaviji poslije Tita  (po uzoru na Tripalovu strategiju), i eventualno maksimalni cilj- ojačana hrvatska pozicija u Jugoslaviji poslije Tita omogućit će Hrvatima lakše življenje u konfederalnoj ili razdijeljenoj Jugoslaviji]